# Coenosia nivea
Coenosia nivea este o specie de muște din genul Coenosia, familia Muscidae, descrisă de Friedrich Hermann Loew în anul 1872. Conform Catalogue of Life specia Coenosia nivea nu are subspecii cunoscute.